# Estádio do Canindé
Estádio do Canindé (oficjalna nazwa Estádio Oswaldo Teixeira Duarte) – stadion piłkarski w dzielnicy Canindé, São Paulo, Brazylia, na którym swoje mecze rozgrywa klub Associação Portuguesa de Desportos.

## Historia
11 stycznia 1956 – ianuguracja
9 stycznia 1973 – reinauguracja; meczem pomiędzy Portuguesą i Benfiką (1-3); strzelcem pierwszej bramki był Vitor Batista, zawodnik Benfiki
1973 – rozbudowa stadionu
11 stycznia 1981 – instalacja oświetlenia, którego sponsorem był Banco Itaú
1984 – zmiana nazwy na Estádio Oswaldo Teixeira Duarte
9 grudnia 1988 – rekord frekwencji

## Ciekwostki
- Strzelcem pierwszej bramki był Nelsinho, zawodnik Portuguesy.
- Nazwa została nadana w hołdzie Oswaldo Teixeirze Duarte, byłemu prezesowi klubu.